# Vivian
Vivian je  žensko osebno ime.

## Izvor imena
Ime Vivian je različica ženskega osebnega imena Vivijana.

## Pogostost imena
Po podatkih Statističnega urada Republike Slovenije je bilo na dan 31. decembra 2007 v Sloveniji število ženskih oseb z imenom Vivian: 17.

## Osebni praznik
V koledarju je ime Vivian zaposano skupaj z imenom Vivijana.